# 竹財輝之助
竹財輝之助（日语：／ Takezai Terunosuke，1980年4月7日—），出生於日本熊本縣熊本市，是日本的演員、模特兒，所屬經紀公司Stardust Promotion。2018年因主演富士電視台串流平台FOD的原創連續劇《情色小說家》而聲名大噪。近年作品常出現床戲，所以被網媒寫手在專欄中封為「色情甜美系的帥大叔演員」（エロ甘系イケオジ俳優），經紀公司的官方介紹後來也沿用這個稱號。

## 早期生活
在家中是最小的孩子，上有一位哥哥，兩位姊姊。曾就讀熊本市立西山中学校、熊本市立必由館高等學校，之後進入九州路德學院大學人文學部心理臨床學科，於2003年3月畢業。
高中時期立志成為模特兒。在大學就讀期間，加入了模特兒經紀公司，在當地活動了一段時間後搬到東京發展。

## 演藝生涯
起初只打算在東京從事模特兒活動，但持續參加經紀公司提供的演技課後，漸漸對演戲產生了興趣。
2004年在《假面騎士劍》以演員身分出道。2007年日本知名樂團DREAMS COME TRUE的歌曲〈未來預想圖〉改編為電影，與日本女演員松下奈緒共同演出。2018年主演FOD原創劇《情色小說家》，在7月上架後成為熱門話題作，8月被安排在電視的深夜時段播出，在日本及海外皆吸引大量影迷。
2019年10月5日，在中國上海參加影音平台Bilibili的活動「Bilibili World 2019」時，設立官方推特與微博帳號。2022年4月17日，於生日見面會活動會場公布個人官方付費網站。

## 個人生活

### 嗜好
擅長烹飪，常在推特發布各種家常料理的照片。在經營推特早期，以「輝主廚」（輝シェフ）當料理貼文的主題標籤。由於覺得做菜能放鬆下來，因此拍戲時間結束得早的話，就會盡量在家做飯。
喜歡打高爾夫與棒球，在推特和Bilibili都發布過打球的照片或影片。

### 人際
曾在2022年的直播上說過演藝圈的好友是戶次重幸，兩人也以朋友身分一起上過高爾夫球節目。
與演員富田翔已認識超過20年，曾在2022年8月受邀在富田演藝生涯20週年紀念活動擔任特別來賓。
因演出《靛藍色的心情》與合演的演員吉田宗洋成為朋友。兩人曾一起直播數次，私下也不時會一起約吃飯、打棒球和高爾夫球。

### 家庭
與女演員藤真美穗因合演2013年的電影《戀戀南方》相戀結婚，2018年1月5日公開女兒誕生的喜訊。
2024年，在上田晉也主持的《上田と女がDEEPに吠える夜》11月26日播出的節目中，談到由於精子的活動力差，與妻子接受不孕治療，花了三年的時間才成功得女的經驗。

## 演出作品

### 連續劇
- 假面騎士劍（2004年1月 - 2005年1月，朝日電視台）飾演 白井虎太郎
- 緋之十字架 第15集 - 最終集（2005年10月 - 12月）飾演 大河内浩一
- 輪舞曲（2006年1月 - 3月，TBS）飾演 夏目聰史
- 怨屋本舖 第1季（2006年7月 - 9月，東京電視台）飾演 修
  - 怨屋本舖 SP1「家族之闇影 怪物家族」（2008年1月）飾演 修
- 砂時計（2007年3月 - 6月）飾演 北村大悟　　※主演
- NHK大河劇 篤姬 第33集（2008年8月，NHK綜合頻道）飾演 有栖川宮熾仁親王
- 女大學生會計士事件簿（2008年10月 -12月，BS-i）飾演 柿本一麻
- RESCUE～特別高度救助隊 第5集（2009年2月，TBS）飾演 遠藤正人
- LOVE GAME 第6集（2009年5月）飾演 長沼周平
- 零秒出手 第11集（2009年9月）飾演 福井
- 粉紅系男孩〜秋〜 第2集（2009年10月） 飾演 賢治
- 東京小戀 第2季（2010年7月 - 8月）飾演 高原春人
- 世界奇妙物語（富士電視台）
  - 20周年秋季特別篇「書籤之戀」（2010年10月4日）飾演 高田啓二
  - 2024夏季特別篇「週刊 前戀人製作」（2024年6月8日）飾演 大谷
- 靈能力者 小田霧響子的謊言 第8集（2010年11月8日）飾演 香取陽介
- URAKARA 第10集（2011年3月）飾演 武松健司
- 名偵探柯南～給工藤新一的挑戰書 第11集（2011年9月，讀賣電視台）飾演 大場悟
- 晨間劇 小梅醫生 第11週（2012年6月 - 9月，NHK綜合頻道）飾演 木下
- 小梅醫生SP（2012年10月，NHK綜合頻道）飾演 木下
- 相棒 第11季 第8集（2012年12月，朝日電視台） 飾演 時田正人
- 半澤直樹第2季（2013年8月 - 9月，TBS）飾演 島田亮太
- 新参者SP 加賀恭一郎「沉睡的森林」（2014年1月）飾演 佐野刑事
- 女王偵訊室 第1季 第5集（2014年2月）飾演 真木祐介
- HERO 第2季 第7集（2014年8月）飾演 城山圭吾
- 麻辣教師GTO 第9集（2014年9月）飾演 木原元一
- 出色的選TAXI 第1集（2014年10月）飾演 金崎
- 最強名醫 第3季 第1集（2015年1月）飾演 平林昌幸
- 純白 第2話（2015年1月20日，TBS）飾演 井坂吾朗
- 信州山岳刑事 道原伝吉3（2015年4月8日，東京電視台）飾演 浪岡亮
- 馬路須加學園5 第1集、第2集（2015年8月）飾演 浦澤昌志
- 請和這個沒用的我談戀愛 第3集 - 第10集（2016年1月 - 3月）飾演 黑澤一（黑澤步的哥哥）
- 醫生調查班～揭露醫療事故的黑暗 第4集（2016年4月 - 6月）飾演 大川真一
- 火花 第1集（2016年6月）飾演 拍照路人
- 戀戀外星人 第5、6集、第10、11集（2016年7月 - 8月） 飾演 棚橋拓海
- 寵物情人（2017年2月 - 6月）飾演 蓮實滋人
- Love or Not 愛不愛由你 第1季 第3 - 5集（2017年4月）飾演 佐伯
- 嬌妻出沒注意 第6集（2017年11月）飾演 吉岡達郎
- Unnatural 法醫女王 第6集（2018年2月16日）飾演 岩永充
- 戀戀外星人2 第15集（2018年3月）飾演 棚橋拓海
- 情色小說家（2018年7月 - 9月，FOD、富士電視台）飾演 木島理生　　※與豬塚健太雙主演[18]（原始內容存檔
  - 情色小說家〜靛藍色的心情〜（2019年2月 - 4月，FOD、富士電視台）飾演 木島理生　　※主演
- SPEC～警視廳公安部公安第五課 未詳事件特別對策係事件簿 SAGA黎明篇「慧之戀」（2018年10月 - 11月）飾演 鷹村健太郎
- 房仲女王 第2季 第10集（2019年3月）飾演 寺内
- 我要準時下班 第6集（2019年5月）飾演 大貫慶太
- 時空偵探阿優 大江戶科學搜查（2019年7 - 8月）飾演 鵜飼傳三郎　　※主演
- 主人公（2019年9月2日 - 10月7日YouTube上架，INDIEZ）飾演 中曽根真也
- 派遣女醫X 第6季 第8集（2019年12月）飾演 八村正義
- 午餐聯誼偵探 第3集 - 第10集（2020年1月 - 3月）飾演 岡徹平
- 今夜在コ字型酒場 第11集、第12集（2020年3月）飾演 小林透（惠子的男友）
- 請別在病房裡誦經 第10集（2020年3月20日）飾演 木村和也
- 女性朋友（2020年4月 - 7月）飾演 小野澤滿
- 東京男子圖鑑（2020年5月-7月）飾演 佐東翔太　※主演
- 烘焙戀人（2020年7月 - 9月）飾演 柏木廣
- 遺留搜查SP（2020年8月9日）飾演 淺田元樹
- 銀座黑貓物語 第10集（2020年9月）主演 大川武史
- 北方之光（2020年12月）飾演 鳩山司郎
- 年齡差的婚姻（2020年12月-2021年2月）飾演 花里晴海　※與葵若菜雙主演
- 神的病歷簿 第3集（2021年3月）飾演 榊原信一
- 我想為你推薦一本書（2021年3月 - 5月）飾演 健
- 大豆田永久子與三個前夫 第10集（2021年6月）飾演 甘勝岳人
- 二分之一的夫婦（2021年6月 - 7月）飾演 中山和真
- Night Doctor 夜間醫生 第1集 - 第4集（2021年6月 - 7月）飾演 青山北斗
- 今野敏懸疑劇場 疑念 警視廳強行犯係 樋口顯（2021年10月11日，東京電視台）飾演 藍澤悟志
  - 警視廳強行犯係 樋口顯 第2季（2022年7月22日 - 9月3日）飾演 御子柴隆司
- 言靈莊 第4集、第5集、第8集（2021年10月 - 11月）飾演 鈴木大輔
- 部長與社畜的焦急羅曼史（2022年1月 - 3月）飾演 堤司治
- NHK大河劇 鎌倉殿的13人 第1集 - 第11集（2022年1月9日 - 3月20日，NHK綜合頻道）飾演 伊東祐清
- 駐在刑事 第3季 第6集、第7集（2022年2月，東京電視台）飾演 日比野達矢
- 我才不會把女兒交給YouTuber! 第7、10集 （2022年3月，東京電視台）飾演 上条修
- 在寂寞山丘上狩獵（2022年4月 - 6月11日）飾演 久我健二郎
- 麻煩一族 第終集（2022年6月30日）飾演 薩伊德
- 今夜在コ字型酒場 第8-12集 第2季（2022年5月 -）飾演 小林透
- OLD ROOKIE 第2集（2022年7月3日）飾演 高槻一成
- 競爭的維護者 第8集 - 第10集（2022年8月29日 - 9月12日）飾演 小津耕介
- 從盡頭走路5分鐘（2022年10月1日 - 11月26日）飾演 大森膳
- 紅鬍子 第4季 第4集（2022年11月25日）飾演 清吉
- Black / Crows～roppongi underground～ 第2季（2022年12月14日、21日）飾演 浜野実
- 可以全力去愛嗎？（2023年2月4日 - 3月24日）飾演 瀬尾一愛
- STAND UP START 第4集、第6.5集 (求職篇)（2023年2月8日、2月22日，富士電視台） 飾演 野本優作
- Mr.新娘（2023年4月12日 - 6月21日，富士電視台）飾演 山本正海
- CODE-願望的代價- 第1集、第4集 - 第7集（2023年7月2日、23日 - 8月13日，日本電視台）飾演 三宅直人
- 一兆＄遊戲（2023年7月14日 - 9月15日，TBS電視台）飾演 長瀨忠則
- 派對咖孔明 第7集（2023年11月8日，富士電視台）飾演 高井戶
- 極限夫婦 第1章 第1 - 3集「船越夫婦的場合」（2024年1月19日 - 2月2日，關西電視台）飾演 船越高弘
- 婚活奮鬥中 第2集（2024年1月24日，富士電視台）飾演 高崎祥吾
- 廚房的愛麗絲 第5集、第8集、第10集（2024年2月18日，日本電視台）飾演 十嶋晃生
- 素顏英雄 第1集（2024年2月24日，TBS電視台）飾演 瀧山浩平
- 白暮編年史（2024年3月1日 - 5月17日，WOWOW）飾演 竹之内唯一
- 那些照亮城市風景的人 第3集 - 第5集、第10集（2024年5月11日 - 5月25日・6月29日，日本電視台）飾演 向井哲雄
- 柚木家的四兄弟 第21集 - 第22集（2024年7月1日、2日，NHK綜合頻道）飾演 理久
- 直到破壞了丈夫的家庭（2024年7月8日 - 9月30日，關西電視台）飾演 如月勇大
- 那樣的家人就丟掉好了？（2024年7月19日 - 10月4日，關西電視台）飾演 篠谷令太郎　※與岩本蓮加雙主演
- SHRINK：精神科醫弱井（2024年8月31日 - 9月14日，NHK綜合頻道）飾演 早乙女瞬
- 3年C班出軌了（2024年10月2日 - 12月18日，日本電視台）飾演 橘豐
- 下山吃飯 第4話（2024年12月5日，東京電視台）飾演 將悟[19]
- EYESEE～瞬間記憶搜查·柊班～ 第2集、第3集（2025年1月28日、2月4日，富士電視台）飾演 武田彰
- 紫丁香花盛開的小徑 第2集、第3集（2025年2月8日、2月15日，NHK綜合頻道・NHK BS Premium 4K）飾演 岸本孝之
- 咖啡館羈絆、閉店了（2025年3月1日 - 3月29日，愛知電視台）飾演 鹿野典夫　　※主演
- 1995～地鐵沙林事件30年 救命現場的聲音～（2025年3月21日，富士電視台）飾演 川原則夫
- 老公，你能不能去死一死（2025年4月7日 - 6月23日，東京電視台）飾演 甲本光博
- 宛如粼光夫婦日和 第7集、最終集（2025年6月5日、6月26日，富士電視台）飾演 山崎
- 晚安，這裡是朝山家。（2025年7月6日 - ，朝日放送電視台・朝日電視台）飾演 深山新之助
- 能面檢察官（2025年7月11日 - ，東京電視台）飾演 高峰仁誠

### 電影
- 劇場版 假面騎士劍 Missing Ace（2004年9月）飾演 白井虎太郎
- 水中花（2006年5月）飾演 二階堂楪
- 決戰!!封魔龍虎傳（2006年8月，日活）飾演 年輕時的三徳和尚
- Cherry Pie（2006年10月）飾演 健郎
- 玻璃高跟鞋 女神般的賽車女郎（2006年10月）飾演 白銀貴志
- 未來預想圖（2007年10月，松竹）主演 福島慶太
- 百萬圓女孩的眼淚日記（2008年7月）飾演 裕樹
- Love on Sunday電影版第4部「New Type 僅是為了愛」（2008年11月）飾演 郭
- 蟹工船（2009年7月）飾演 雜工・畑中
- 抽屜中的情書（2009年10月）飾演 中倉晃平
- 同棲生活（2010年2月）飾演 丸山友彦
- 大奧（2010年10月）飾演 白河
- 裁判長！這案子判刑4年，如何？（2010年11月）飾演 寺尾檢察官
- 高校制霸 Ultimatum 2（2011年9月）飾演 大和田金次
- 繆斯之鏡劇場版～My Pretty Doll～（2012年9月）飾演 近衛司
- 戀戀南方（2013年12月）飾演 紳介
- 人生最後那幾件事（2014年11月）飾演 寬太
- 戀愛腦內高峰會（2015年5月）飾演 櫻井市子的前未婚夫
- 橘子醬男孩（2018年4月）飾演 名村慎一
- 快樂郵件（2018年8月）主演 古川浩介
- 劇場版情色小說家〜PlayBack〜（2021年2月26日，松竹）主演 木島理生
- 刀劍亂舞-黎明-（2023年3月31日）飾演 安倍晴明
- 毒娘（2024年4月5日）飾演　深瀬篤紘
- 【我推的孩子】（2024年12月20日）飾演 火村
- 電影版 一兆＄遊戲（2025年2月14日）飾演 長瀬忠則

### 綜藝節目
- 世界ウルルン滞在記（2006年5月7日）旅人（義大利・西西里島）
- 戦国鍋TV（第1期2010年4月-2011年9月、第2期2012年4月 - 9月）
  - 「戦国武将がよく来るキャバクラ」第3集、第52集 飾演 龍造寺隆信／滝川一益
  - 「戦国シアター 戦国被害者の会」第55集、第67集、第76集 飾演 織田信秀／豐臣秀次／山本勘助
  - 「戦国盗聴バスター」再出陣 第13集 飾演 太田道灌
- 看電視學義語（2013年4月 - 9月）學員
- 旅行西班牙語（2018年10月 - 2019年3月）學員
- 鑑賞マニュアル 美の壺（NHK）
  - 「古都・奈良の鄙び」File 498（2020年2月28日）飾演 鹿男
  - 「食す宝石 塩」File 547（2021年8月13日）飾演 塩業務員・盛塩清
- おいでよ和歌山 梅の魅力を探す旅 -みなべ町・田辺市編-（2024年10月27日，BS11+）

### 料理節目
- 我的即興料理～竹財輝之助的個人廚房（2023年3月3日-，BS11+）

### 網路短劇
- 情色小說家〜春的生活（2021年1月18日，FOD）飾演 木島理生　※主演
- 情色小說家〜續・春的生活（2021年3月5日，FOD）飾演 木島理生　※主演
- 一枚的初戀（2023年3月28日YouTube上架，東京電視台）飾演 望月楓人[20]
- 手掌愛情故事 ～婚活五重奏～ 第2集「第六位六階堂先生」（2024年8月19日 - 2024年8月26日YouTube上架，STUDIO sauce）飾演 六階堂

### 舞台劇
- 音楽×舞蹈×朗読劇「100歳の少年と12通の手紙」（2012年）
- OLei!!（2014年）
- 岸を渡るは別の役をまといしあなた（2015年）
- タクフェス第6弾「あいあい傘」（2018年）飾演 竹内力也
- リーディングシアター「Dark Alice」（2019年）飾演 黒兔
- 線上舞台劇マーダーミステリーシアター
  - 「演技の代償」(2021年2月20日）飾演 豊島万里
  - 「裏切りの晩餐」（2021年12月14日）飾演 南瑛人

### 廣播節目
- 廣播劇 BITTER SWEET CAFE「未来予想図 〜ア・イ・シ・テ・ルのサイン〜」（2007年9月30日）飾演 福島慶太
- 原創劇「半沢直樹」敗れし者の物語 by Audio Movie 第7、8集（2020年3月24日、31日）飾演 島田亮太
- ラジオ深夜便「ママ☆深夜便」朗読「真夜中の絵本」（2020年4月24日、2021年9月24日、2024年2月23日）

### MV
- 柴咲幸〈ひと恋めぐり〉（2007年）
- DREAMS COME TRUE〈未來予想圖〉（2007年）
- 倖田來未〈Moon Crying〉（2008年）
- RSP〈さくら 〜あなたに出会えてよかった〜〉（2009年）
- BENI〈恋焦がれて〉（2009年）
- FUNKY MONKEY BABYS〈淚〉（2010年）
- onelifecrew〈追憶メリーゴーランド〉（2010年）
- JUJU〈この夜を止めてよ〉（2010年）

### 廣告
- 東日本客船「ナッチャンRera × ナッチャンWorld」（2008年）
- 日本経済新聞社（2009年）
- 富士軟片「FinePix F70EXR」（2009年）
- JACCS「JACCS CARD」（2010年）
- DeNA「Mobage」（2011年）
- 龍角散「舒暢喉糖 洋甘菊花田篇」（2013年）
- 佐川急便「為了專業的您，有專業的我們在。SAGAWA使命必達篇」（2013年）
- 全日空「#ANA PLANET 這個星球的無上款待篇」（2015年）
- 聯合利華「AXE BLACK 洗髮精 / 髮蠟篇」（2016年）
- 富士麵包「吐司 週日早晨篇」（2017年）
- ASAHI飲料「可爾必思 弟弟來了篇」（2018年）
- 日產汽車「NOTE e-POWER NISMO」（2018年）
- 小林製薬「口氣清新膠囊」（2019年～）
- 轉職網站 Green（2020年～）
  - 「Green_テンテングリグリ篇」
  - 「Green_くるくるオファー篇」
  - 「轉職常識篇」
- 顧客關係平台 commmune「王牌篇」（2022年）
- 宜得利（2023年4月～6月）
  - 「宜得利×Mr.新娘　TORERU篇」
  - 「宜得利×Mr.新娘　Npolder篇」

## 其他

### 寫真集
- ミニ写真集 SpuR (2010年2月28日)
- 竹財輝之助 Birthday Special Goods 2022 Special Photo Book （页面存档备份，存于） (2022年4月17日)

### 月曆
- 竹財輝之助2013年カレンダー（2012年11月）[21]

### DVD
- 《義經與弁慶》（2005年4月）主演 源義經

## 外部連結
- STARDUST PROMOTION - 第三事業部（竹財輝之助） （页面存档备份，存于）
- 官方粉絲俱樂部（日文）
- 竹財輝之助的X（前Twitter）
- 竹財輝之助的Bilibili